# ナイーブ (レコードレーベル)
ナイーヴ・レコード（Naïve Records）は、フランスのインディペンデント系レコードレーベル。クラシック音楽、ジャズ、ポピュラー音楽（フレンチ・ポップス）、シャンソンなど幅広いジャンルの音源をリリースしている。1997年に、パトリック・ゼルニックらによって設立された。

## 概要
1997年に、元フランス・ヴァージン（ヴァージン・レコード傘下）のパトリック・ゼルニックが中心となり、ゼルニックやエリック・トン・クォンらによって設立された。ゼルニックはまた、フランス・インデペンデント・レコード制作者連盟（UFPI）の代表も務めている。
ナイーヴはまた、フランスのアンブロワジー（Ambroisie）、オーヴィディ（Auvidis）、オーパス111（Opus 111）、モンターニュ（Montaigne）、ラボリ（Laborie）といったレーベルを買収し、子レーベル化している。そのため、それぞれのレーベルが力を注いでいたジャンルのラインナップをナイーヴが引き継いでいることもある（ヴィヴァルディ・エディションなど）。
2009年には、ナクソスが提供する音楽配信サイト、ナクソス・ミュージック・ライブラリーに参加。

## 録音のあるアーティスト

### クラシック音楽の演奏家、団体
- エウローパ・ガランテ（Europa Galante）
- コンチェルト・イタリアーノ（Concerto Italiano）
- エマニュエル・クリヴィヌ
- クリストフ・ルセ
- アルトゥーロ・タマヨ
- アルディッティ弦楽四重奏団
- BBC交響楽団
- フランコ・ファジョーリ

### ポップス
- ピーター・ハミル
- カーラ・ブルーニ
  - フランス大統領、サルコジ夫人。3rdアルバムをNaïveからリリース、出荷枚数は17万6000万枚[2]。
- マリアンヌ・フェイスフル

### エレクトロニカ
- エイジアン・ダブ・ファウンデーション
- ミルウェイズ